# Никита Цзю
Никита Константинович Цзю (англ. Nikita Tszyu; род. 19 января 1998, Сидней, Австралия) — австралийский профессиональный боксёр, выступающий в первом среднем весе.
Среди профессионалов — действующий чемпион Австралазии по версии IBF в 1-м среднем весе (2024—н.в), действующий чемпион WBO Inter-Continental в 1-м среднем весе (2024),(2025—н.в). Бывший чемпион Австралии в 1-м среднем весе (2023—2024)
Лучшая позиция по рейтингу BoxRec — 19-я (август 2024), и является 2-м (после своего брата Тима Цзю) среди австралийских боксёров первой средней весовой категории, а по рейтингам основных международных боксёрских организаций занимает: 11-ю строку рейтинга IBF, 15-ю строку рейтинга WBO — уверенно входя в ТОП-25 лучших боксеров в первом среднем весе всего мира.

## Биография
Цзю родился в Сиднее, Новый Южный Уэльс, в семье русских эмигрантов. Отец Константин Цзю имеет этническое русское, корейское и монгольское происхождение, а мать Наталья Аникина — русская. Его отец Константин Цзю — бывший абсолютный чемпион в полусреднем весе, а брат Тимофей Цзю — также профессиональный боксёр, бывший чемпион мира по версии WBO. После нескольких побед на юношеском национальном чемпионате Цзю бросил бокс в возрасте 16 лет, чтобы сосредоточиться на учёбе, что стало полной неожиданностью в среде болельщиков. После окончания средней школы Ньюингтон-колледжа в 2015 году он поступил на степень бакалавра архитектурного дизайна в Сиднейский технологический университет и несколько лет проработал в отрасли, прежде чем вернуться в бокс в возрасте 23 лет.

## Профессиональная боксерская карьера
Цзю дебютировал в профессиональном боксе против Аарона Сталя в марте 2022 года на Nissan Arena в Брисбене и одержал победу техническим нокаутом (TKO) во втором раунде. Его профессиональный дебют состоялся почти ровно через 30 лет после первого профессионального боя его отца.
11 мая 2022 года Цзю встретился с Мэйсоном Смитом. Он выиграл бой техническим нокаутом (TKO) в первом раунде.
20 июля 2022 года состоялся бой с Беном Хорном (младший брат экс-чемпиона мира Джеффа Хорна). Бой окончился победой Никиты единогласным решением судей.
8 октября 2022 года провел бой с Дарконом Драйденом и победил, соперник не вышел на 4-й раунд.
12 марта 2023 года встретился с небитым Бо Белбином. Выиграл бой техническим нокаутом (TKO) в четвёртом раунде.
24 мая 2023 года Никита встретился с Бенджамином Бомбером. Он выиграл бой техническим нокаутом (TKO) в первом раунде.
24 августа 2023 года Цзю встретился с Джеком Брубейкером закончив поединок техническим нокаутом (TKO) в шестом раунде.

#### Бой за титул чемпиона Австралии
22 ноября 2023 года вышел на бой за первый титул чемпиона Австралии в первом среднем весе (до 69.9 кг) против обладателя титула Диллана Биггса. Бой начался с нокдауна правым джебом в который Биггс отправил Цзю. В следующих раундах чемпион так и не смог развить этот успех. К 4-му раунду Цзю смог полностью переломить ход боя в свою сторону заставив чемпиона выживать. В 5-м отрезке после нокдауна Биггса рефери останавливает бой.
24 апреля 2024 года в Сиднее, Австралия, в десятираундовом бою против Данило Креати защитил свой титул чемпиона Австралии в первом среднем весе единогласным решение судей (100—89, 99—90, 100—88).

#### Бой с Коэном Мазудье
28 августа в Сиднее (Австралия) в главном поединке вечера победил соотечественника из Австралии Коэна Мазудье (12-3-1, 5 КО). На ставке боя находились вакантные второстепенные пояса WBO Inter-Continental в 1-м среднем весе (до 69,9 кг) и пояс Австралазии по версии IBF в 1-м среднем весе. Бой начался неожиданно. Никита не стал устраивать драку с более крупным и опытным соперником, а больше отрабатывал на ногах и в защите. В двух стартовых раундах Никита выглядел заметно лучше, особенно во втором, когда даже смог потрясти Коэна в конце. В третьем и четвёртом отрезке Цзю перешел в стандартный режим «мясника» и дал зрелища болельщикам. Он обострял и преуспел в зрелищной рубке и был явно лучше в ближнем бою. С 5-го раунда однако Мазудье перехватил инициативу и даже сам смог навязать Цзю драку. Пожалуй соперник выровнял ход боя на картах судей, тяжелый близкий бой. В 9-м раунде у Цзю проходит плотный левый кросс, соперник плывёт, скоротечный добив и рефери останавливает поединок. Победа Никиты техническим нокаутом (TKO) за 55 секунд до конца 9-го раунда. Судейские карточки на момент остановки: 77—75 — дважды, 78—74.

#### Бой сЛулзимой Исмаили
20 августа 2025 года в Сиднее (Австралия) в главном бою вечера разгромил малоизвестного македонца Лулзима Исмаили (12-0, 7 КО). В бою вновь завоевал пояс WBO Inter-Continental которым владел год назад. Никита не стал работать в фирменной агрессивной манере, положился на джеб и технику. В середине раунда свалил оппонента левой, но Исмаили смог встать и продолжить. Почти сразу пропустил левый прямой еле удержавшись на ногах. Продержался до гонга он смог, но отказался в перерыве продолжать сигнализируя травму рёбер. RTD1.

## Личный рекорд в профессиональной карьере
| Сводная информация по профессиональным рекордам |          |             |
| 10 боёв                                         | 10 побед | 0 поражений |
| По нокауту                                      | 9        | 0           |
| По решению                                      | 1        | 0           |

| No. | Result | Record | Opponent          | Type | Round, time  | Date        | Location                                      | Notes                                                              |
| --- | ------ | ------ | ----------------- | ---- | ------------ | ----------- | --------------------------------------------- | ------------------------------------------------------------------ |
| 10  | Win    | 10-0   | Коэн Мазудье      | TKO  | 9 (10), 2:05 | 28 Авг 2024 | арена «ICC Sydney Theatre», Сидней, Австралия | Завоевал вакантные титулы IBF Australasian и WBO Inter-Continental |
| 9   | Win    | 9-0    | Данило Креати     | KO   | 10           | 24 Апр 2024 | Hordern Pavilion arena, Сидней, Австралия     | Защитил титул чемпиона Австралии в первом среднем весе             |
| 8   | Win    | 8-0    | Дилан Бриггс      | TKO  | 5 (10), 2:58 | 22 Ноя 2023 | Ньюкасл, Австралия                            | Завоева титул чемпиона Австралии в первом среднем весе             |
| 7   | Win    | 7-0    | Джек Брубейкер    | TKO  | 6 (8), 2:52  | 24 Авг 2023 | Сидней, Австралия                             |                                                                    |
| 6   | Win    | 6-0    | Бенджамин Боммбер | TKO  | 1 (6), 2:13  | 24 Мая 2023 | Мельбурн, Австралия                           |                                                                    |
| 5   | Win    | 5-0    | Бо Белбин         | TKO  | 4 (6), 1:46  | 12 Мар 2023 | Сидней, Австралия                             |                                                                    |
| 4   | Win    | 4-0    | Даркон Драйде     | RTD  | 3 (6), 3:00  | 8 Окт 2022  | Ньюкасл, Австралия                            |                                                                    |
| 3   | Win    | 3-0    | Бенджамин Хорн    | UD   | 6            | 20 Июл 2022 | Сидней, Австралия                             |                                                                    |
| 2   | Win    | 2-0    | Мейсон Смит       | TKO  | 1 (6), 2:41  | 11 Мая 2022 | Ньюкасл, Австралия                            |                                                                    |
| 1   | Win    | 1-0    | Аарон Стал        | KO   | 2 (6), 1:54  | 3 Мар 2022  | Nissan arena, Брисбен, Австралия              |                                                                    |

## Факты
- Сын бывшего абсолютного чемпиона мира, профессионального боксёра и тренера Константина Борисовича Цзю.
- Младший брат Тимофея Цзю, бывшего чемпиона мира по версии WBO и WBC.
- В 2008 году вместе с братом Тимофеем, непродолжительное время проживал в Москве.
- Шесть боев подряд заканчивает нокаутом (TKO, КО) противника.